# Terza riunione degli scienziati italiani
La Terza riunione degli scienziati italiani fu un incontro dei principali studiosi provenienti dai diversi Stati della penisola italiana svoltosi a Firenze nel 1841.

## Aspetti storici
La scelta di Firenze fu motivata dal ruolo sempre più significativo che andava rivestendo il Reale Museo di fisica e storia naturale, che venne scelto come sede per la conservazione dei documenti originali delle riunioni.
Il convegno fiorentino ebbe molto successo e da esso scaturirono numerose iniziative, come la Guida della città di Firenze e dei suoi dintorni e la riedizione dei Saggi delle naturali esperienze dell'Accademia del Cimento, curata dal direttore del Museo Vincenzo Antinori. Inoltre il museo fiorentino fu designato come sede per la fondazione dell'Erbario centrale italiano e della Collezione centrale di geologia e paleontologia.

## Il resoconto di Cagnazzi
Lo scienziato italiano Luca de Samuele Cagnazzi, all'interno della sua autobiografia La mia vita, descrive minuziosamente le fasi della Terza riunione ed ebbe modo di conoscere il Granduca e la Granduchessa di Toscana. Quest'ultima fu molto lieta di vedere, per la prima volta, dei partecipanti conterranei del Regno delle Due Sicilie in eventi di tale genere. Cagnazzi racconta anche dei fastosi banchetti che si tennero e degli onori che in tale occasione ricevette; in tale occasione presentò anche la sua invenzione del tonografo, risalente allo stesso anno della Terza riunione. Durante la riunione si cominciò a discutere anche della sede della riunione degli scienziati del 1843 e, tra le proposte, alquanto avversate da Cagnazzi, compariva anche Napoli.

## Sezioni
Il presidente generale fu Cosimo Ridolfi. Il segretario generale fu Giuseppe Tartini.

### Agronomia e tecnologia
Furono nominati presidente Raffaello Lambruschini e vicepresidente Emilio Bertone di Sambuy.
I segretari furono Vincenzo Salvagnoli e Bettino Ricasoli.

### Zoologia, anatomia comparata e fisiologia
Fu nominato presidente Giuseppe Gené. I segretari furono Filippo De Filippi e Carlo Bassi.

### Fisica, chimica e scienze matematica
Fu nominato presidente Giovanni Battista Amici. I segretari furono Carlo Matteucci e Filippo Corridi.
Per la sottosezione di Chimica fu nominato vicepresidente Bartolomeo Bizio e il segretario fu Gioacchino Taddei.

### Mineralogia, geologia e geografia
Furono nominati presidente Lodovico Pasini e vicepresidente Lorenzo Pareto.
I segretari furono Paolo Savi e Angelo Sismonda.

### Botanica e fisiologia vegetale
Furono nominati presidente Giuseppe Giacinto Moris e vicepresidente Giuseppe Meneghini.
Il segretario fu Pietro Savi.

### Scienze mediche
Fu nominato presidente Maurizio Bufalini. I segretari furono Pietro Vannoni e Carlo Burci.
Per la sottosezione di chirurgia fu nominato vicepresidente Carlo Speranza.

## Iniziative

### Medaglia commemorativa

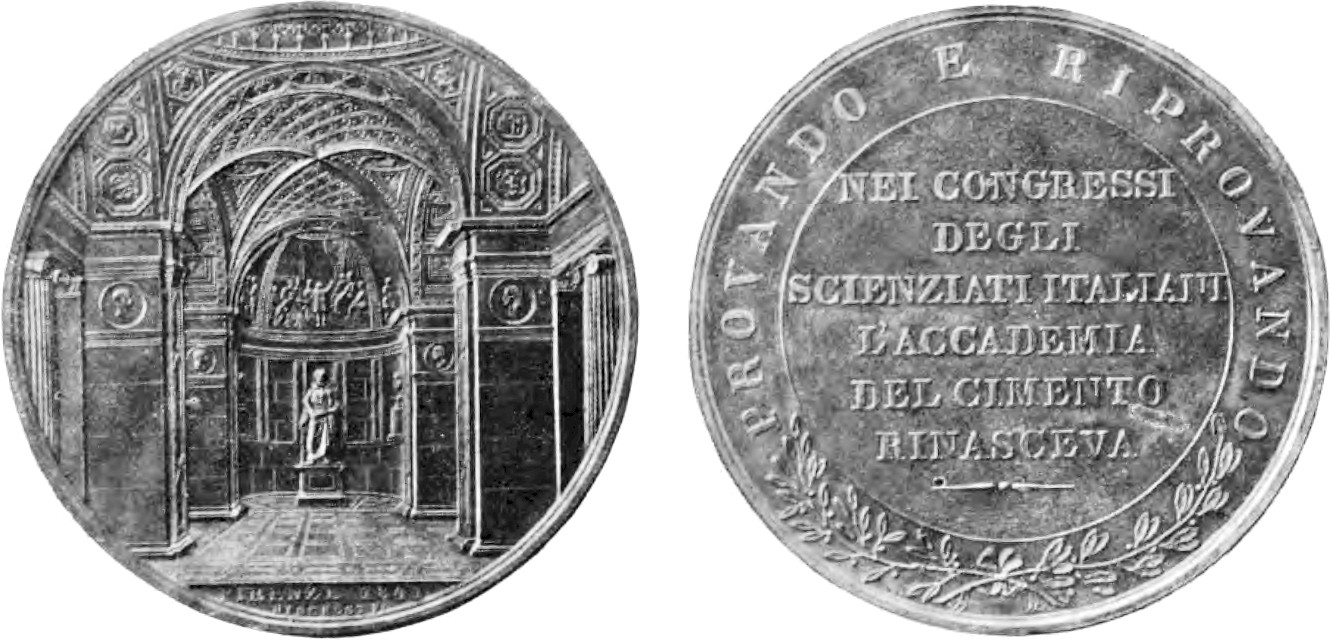
Raffigurazione della medaglia

In occasione della riunione venne distribuita ai partecipanti una medaglia commemorativa.
- Dritto: Anepigrafo. Veduta prospettica della Tribuna di Galileo con al centro la statua.
Esergo su due righe: FIRENZE 1841 / NIDERÖST F.
- Rovescio: PROVANDO E RIPROVANDO A completamento della legenda due rami d'alloro legati in basso. Nel campo in sei righe: NEI CONGRESSI / DEGLI / SCIENZIATI ITALIANI / L'ACCADEMIA / DEL CIMENTO / RINASCEVA

### Tribuna di Galileo

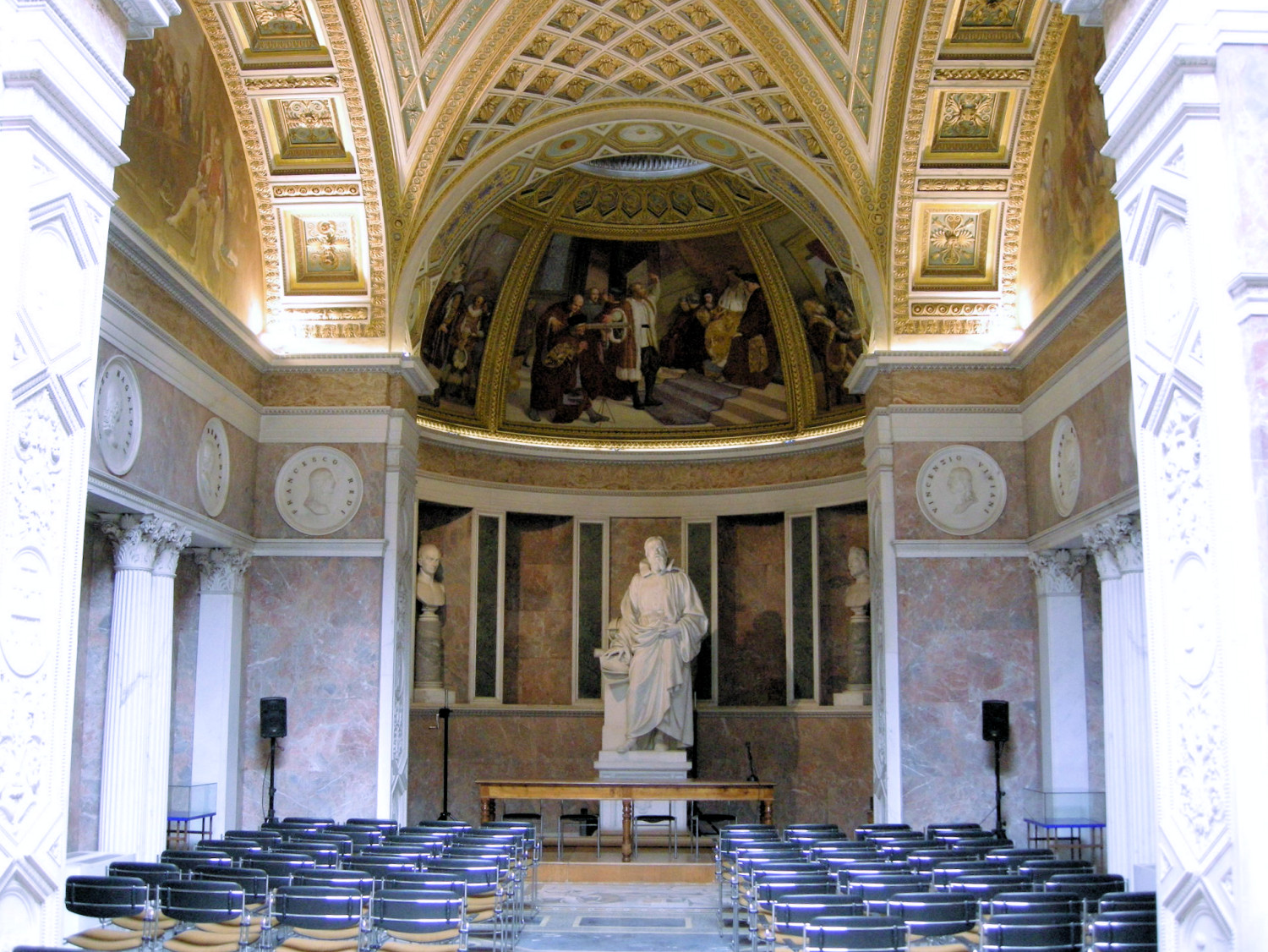
Tribuna di Galileo

In occasione del convegno le sale espositive del Museo furono completamente riorganizzate e venne inaugurata la Tribuna di Galileo, un monumento celebrativo nel quale trovarono degna collocazione le reliquie, gli oggetti e gli strumenti appartenenti allo scienziato pisano. 

### Guida di Firenze
Agli scienziati non toscani venne distribuita in 300 copie la pubblicazione Notizie e guida di Firenze e de' suoi contorni di Pietro Thouar e Emanuele Repetti.
(Prefazione di Cosimo Ridolfi)